# Boarmia vagaria
Boarmia vagaria är en fjärilsart som beskrevs av Walker 1866. Boarmia vagaria ingår i släktet Boarmia och familjen mätare. Inga underarter finns listade i Catalogue of Life.